# نهاش رمادي
نهاش رمادي (الاسم العلمي: Lutjanus griseus) (بالإنجليزية: Grey snapper)‏ هو نوع من الأسماك يتبع جنس النهاش من الفصيلة النهاشية.